# Sida longipes
Sida longipes är en malvaväxtart som beskrevs av Asa Gray. Sida longipes ingår i släktet sammetsmalvor, och familjen malvaväxter. Inga underarter finns listade i Catalogue of Life.